# Casimir Heinrich von Wurmbrand-Stuppach
Casimir Heinrich von Wurmbrand-Stuppach (* 2. September 1680; † 20. Januar 1749 in Wien)  war k.k. Generalfeldzeugmeister und Kommandant von Ath.

## Herkunft
Er entstammt der österreichischen Linie der Familie Wurmbrand-Stuppach. Seine Eltern waren der Freiherr Johann Eustach von Wurmbrand-Stuppach (* 6. Mai 1642; † 12. September 1686) und dessen Ehefrau der Freiin Maria Isabellas von Speidel (* 2. Februar 1647; † 12. Juni 1708). Sein Bruder Christian Sigismund  (* 9. Oktober 1673; † 21. Juli 1737) war k.k. Generalfeldwachtmeister, sein Bruder Johann Wilhelm  (* 18. Februar 1670; † 27. Dezember 1750) war Genealoge und Staatsmann.

## Leben
Er trat bereits in jungen Jahren in kaiserliche Kriegsdienste. Er wurde 1724 Oberst-Wachtmeister bei Infanterie-Regiment Daun. Zwischen 1720 und 1726 konvertierte er zum Katholizismus. Im Jahr 1728 wurde er zum Oberst befördert und erhielt das Infanterie-Regiment Nr. 50 (Herberstein). Außerdem wurde er zum kaiserlichen Hofkriegsrat und im Oktober 1733 zum Feldmarschall-Lieutenant ernannt. Im Februar 1736 erhielt er den Titel eines Geheimrats. Im Dezember 1737 wurde er Mitglied der Untersuchungskommission über das Verhalten des Feldmarschalls Graf Friedrich Heinrich von Seckendorff, der für den misslungenen Feldzug von 1737 verantwortlich gemacht wurde. Seckendorff wurde schuldig gesprochen und erst nach dem Amtsantritt von Maria Theresia aus der Haft entlassen.
Der Karriere von Wurmbrand-Stuppach tat die Sache keinen Abbruch, er wurde im April 1741 wirklicher Geheimer Rat und General-Feldzeugmeister. Im Österreichischen Erbfolgekrieg kam er in das Korps des Feldmarschalls Grafen Khevenhüller, um den Einfall der Bayern abzuwehren. Mit demselben fiel er im Dezember 1742 und Januar 1743 in Bayern ein. Anschließend wurde er als Vertreter von Arenberg Kommandeur ad interim der Truppen in den Niederlanden. Er wurde 1745 Kommandant der Festung Ath und deren Besatzung von 1500 Mann. Die gewaltige Festungen war vom bekannten Festungsbaumeister Vauban gebaut worden. Am 27. September 1745 erreichte der Generalleutnant Marquis Clermont-Gallerande die Festung und begann die Belagerung von Ath. Nach schwerem Beschuss und der Explosion einer Munitionskammer am 8. Oktober kapitulierte die Besatzung. Sie erhielten freien Abzug mit allen Ehren und kam am 14. Oktober 1745 in Brüssel an.

## Familie
Er heiratete am 12. August 1718 die Gräfin Karoline von Saufré-Caraille (* 28. März 1694; † 24. März 1768), sie war die Schwester der Gemahlin des Prinzen von Holstein-Beck. Das Paar hatte einen Sohn:
- Heinrich (* 26. März 1716; † 16. Dezember 1759), Generalmajor ⚭ 1747 Gräfin Antonia von Breunner (* 5. November 1729; † 19. Juni 1788)[3]